# Benjamín Menéndez Navarro
Benjamín Menéndez Navarro (n. Avilés, Asturias; 1963) es un pintor, escultor y ceramista español.

## Trayectoria
Inicia su formación artística en 1980 cuando cursa los estudios de Grado en dibujo publicitario en la Escuela de Artes Aplicadas y Oficios Artísticos de Oviedo. Mientras se gradúa, asiste, en 1984, a las II Jornadas de Cabueñes-84, taller de plástica, en Gijón. Una vez graduado realizó en 1985 un “Curso cerámico de arcillas y esmaltes, técnica de RAKU”, impartido por la profesora Jonné Rouse en Oviedo.
Durante dos años recibió clases de cerámica del profesor Daniel Gutiérrez, en Escuela de Artes de Oviedo; y perfeccionó sus conocimientos en esta área de la cerámica realizando seminarios y cursos especializados como: Seminario de cerámica, en la fábrica de Sargadelos-El Castro,1986, La Coruña, Galicia; Curso de esmaltes de alta temperatura, Taller Escuela de Textura (International Ceramic Workshop) de Concha Cliveti, 1987, Gijón; Curso de hornos cerámicos, impartido por el grupo Cultural Xarra, 1988, Quintes, Villaviciosa; “En torno al barro: Escultura Cerámica”. Impartido por Ángel Garraza, 1996, Sangüesa, Navarra; Seminario “Grabado Cerámico”,  Centro de Escultura Museo Antón de Candas en el año 2000.
También sintió curiosidad por las nuevas tecnologías y sus posibilidades artísticas, por lo que realizó estudios diversos en este ámbito, como: Curso de Diseño Gráfico, en el Centro Formación Nuevas Tecnologías Avilés, en el año 1995; el Curso de 3DStudio, también en el  Centro Formación Nuevas Tecnologías Avilés, en el año 1996 y en el año 2000 un Curso Producción de Vídeo y TV impartido por GENINFOR, Avilés.

## Actividad artística

### Exposiciones individuales
- 1986.
  - "Fragmentos de una Naturaleza", Museo Escuela Municipal de Cerámica, Avilés (en la web del escultor aparece celebrada en 1984).[2][1]
  - "Fragmentos de una Naturaleza", Biblioteca Municipal de Piedras Blancas, Asturias (en la web del escultor aparece celebrada en 1984).[2][1]
- 1991.
  - Galería “El Ratón”, Madrid.[2][1]
- 1992.
  - "Infinito", Escuela de Artes Aplicadas y Oficios Artísticos, Ibiza, Islas Baleares.[2][1]
- 1993.
  - Biblioteca Municipal de Piedras Blancas, Castrillón, Asturias.[2][1]
- 1995.
  - "Tierra y Mar", Sala de exposiciones La Galería, Santander, Cantabria.[1]
  - Galería Altamira, Gijón, Asturias.[2][1]
- 1996.
  - Museo Barjola, Gijón, Asturias.[2][1]
  - "Ciclo de la Materia: Creación, Devastación", Centro de Cultura Antiguo Instituto Jovellanos, Gijón, Asturias.[2][1]
  - “Recorrido Industrial", Galería Amaga, Avilés, Asturias.[2][1]
- 1997.
  - Ajimez Arte, Galería Virtual.[2][1]
- 1999.
  - "Tierra Santa", Horno de La Ciudadela, Pamplona, Navarra.[2][1]
- 2000.
  - "El tiempo de la Tierra", Galería Bacelos, Vigo, Pontevedra.[2][1]
- 2001.
  - "Caja de herramientas", Centro de Escultura de Candás, Museo Antón, Candás, Asturias.[2][1]
- 2002.
  - Galería Nogal, Oviedo, Asturias.[2][1]
  - «La Argamasa de la Ciencia». Posada del Potro. Córdoba.[2]
- 2003.
  - "El color de la seda", Galería Altamira, Gijón, Asturias.[2][1]
- 2005.
  - Centro de Arte el Arbolón, Avilés, Asturias.[1]
  - "Árbol", Galería Atalaya, Gijón, Asturias (en la web del escultor aparece celebrada en la Galería Altamira).[2][1]
- 2006.
  - "Arcas de color", Galería Nogal, Oviedo, Asturias.[1]
- 2007.
  - "Territorios claroscuro", Centro Municipal de las Artes de Alcorcón, Madrid.[1]
- 2008.
  - "Blanco roto versus color", Galería Vértice, Oviedo, Asturias.[1]
- 2009.
  - "Páginas de Tierra", Facultad de Filosofía y Letras, Universidad de León, León (proyecto: el hall transformado).[1]
- 2010.
  - "Bodegón en el país de las montañas de agua", Galería Octógono, Avilés, Asturias.[2][1]
  - "El tiempo de la tierra", Casa de la Cultura de Vegadeo, Vegadeo, Asturias[1]
  - "Al rojo vivo", Galería Adriana Suárez, Gijón, Asturias[1]

### Exposiciones colectivas
- 1984.
  - XV Certamen Nacional de Pintura de Luarca, Escuela de Artes Aplicadas y Oficios Artísticos, Oviedo, Asturias.[2][1]
  - "Cabueñes 84", Universidad Laboral, Gijón, Asturias.[2][1]
- 1985.
  - "Certamen Regional de Artes Plásticas para Jóvenes", Oviedo, Asturias.[2][1]
  - Exposición colectiva de obra gráfica, Banco de Bilbao, Oviedo, Asturias.[2][1]
  - Exposición colectiva de obra gráfica, Casa de Cultura, Sama de Langreo, Asturias.[2][1]
  - "Los Abanicos", Galería Temple, Valencia.[2][1]
- 1986.
  - "Fragmentos de una Naturaleza", Biblioteca Pública Municipal de Luanco, Asturias[1]
  - "Certamen Regional de Artes Plásticas para Jóvenes", Oviedo, Asturias[1]
  - "Certamen Regional de Artes Plásticas para Jóvenes", Valencia.[2][1]
- 1987.
  - Valladolid de Escultura, Caja de Ahorros Provincial de Valladolid (no recogida en la web del artista).[2][1]
- 1988.
  - Primer Premio de Pintura "Pedro Menéndez", Galería la Casa Verde, Avilés, Asturias[1]
  - "Siete", Sala Norte, Oviedo, Asturias (en la web del escultor aparece celebrada en 1985).[2][1]
- 1989.
  - Galería d'art Frediric Damgard, Essaouira, Marruecos (en la web del escultor aparece celebrada en 1988).[2][1]
  - "Otros Libros / Libros de Artistas", Centro de Escultura de Candás, Museo Antón, Candás, Asturias.[2][1]
- 1990.
  - "Otros Libros / Libros de Artistas", Biblioteca Pérez de Ayala, Oviedo.[2][1]
  - Galería Hierro y Azul, Oviedo.[2][1]
  - Sala de Arte El Aventurero, Madrid.[2][1]
  - "Instalación Frontera Sensaciones", Centro de Cultura Huerta de la Salud, Madrid.[2][1]
  - "Instalación Frontera Sensaciones", Iglesia de las Francesas, Valladolid (en la web del escultor aparece celebrada en 1991).[2][1]
- 1991.
  - Sala de Arte El Aventurero, Madrid.[2][1]
  - Sala de Exposiciones Hispano 20, Madrid.[2][1]
- 1992.
  - "El Color de la Memoria, con la opinión coloreada de Franja Fotográfica", itinerante por Castilla y León.[2][1]
- 1993.
  - I Certamen "San Agustín" de Cerámica, Avilés, Asturias.[1]
- 1994.
  - "De lo nuevo 94", Salas de la Caja de Ahorros de Asturias.[2][1]
- 1995.
  - "ARTE SANTANDER 95", Palacios de Festivales, Santander, Cantabria (IV feria Arte Santander).[2][1]
  - "Asturias, Escultores de Cinco Décadas", itinerante por Asturias.[2][1]
- 1996.
  - "Barreras del Norte. Entre la Técnica y el Espacio", Centro de Escultura de Candás, Museo Antón, Candás, Asturias.[2][1]
- 1997.
  - "Arte sitiado", El Luzernario, Gijón, Asturias.[2][1]
  - "10x10, 10 años de arte emergente en Asturias", Sala Borrón, Oviedo, Asturias.[2][1]
  - Galería Vértice, Oviedo, Asturias.[2][1]
- 1998
  - II Simposio de Escultura en Terracota, Montemoro Novo, Portugal.[1]
  - FLECHA, VII Feria de Liberación de Espacios Comerciales Hacia el Arte, Plaza Arturo Soria, Madrid (otras fuentes la datan en 1997).[2][1]
  - "Libros de Artista. Otros Libros", Galería Dasto, Oviedo, Asturias (en la web del escultor aparece celebrada en 1997).[2][1]
- 1999.
  - "Tierra Tierra", Horno de la Ciudadela, Pamplona, Navarra.[1]
  - "IV exposición 12 cm.", Psai-San Pedro, Guipúzcoa.[2][1]
  - "De regreso", Museo Barjola, Gijón, Gijón.[2][1]
  - "De regreso", Fundación Museo Evaristo Valle, Gijón, Gijón.[1]
  - The Gallery Channel, Galería virtual.[1]
  - XXX Certamen de arte de Luarca (itinerante por Asturias) (en la web del escultor aparece celebrada en 2000)[1]
- 2000.
  - I Bienal de la buena pintura de la Mar", Salinas, Castrillón, Asturias.[1]
  - "El tiempo de la Tierra", Galería Bacelos, Vigo, Pontevedra.[1]
  - "V exposición 12 cm.", Psai-San Pedro, Guipúzcoa.[1]
  - Premio Caja España de Pintura 2000, itinerante por Castilla y León.[1]
- 2001.
  - "El sentido de la vista", Campus Leioa de la Universidad del País Vasco, Bilbao.[1]
  - "El sentido de la vista", Centro de Arte Casa Duró, Mieres, Asturias (algunas fuentes la fechan en 2000).[1]
  - Galería Espacio Líquido, Gijón, Asturias.[1][2]
  - Premio de Pintura Junta General del Principado de Asturias, Asturias.[1][2]
  - XXXII Certamen de Arte de Luarca, Asturias (itinerante por Asturias).[1]
- 2002.
  - "La argamasa de la ciencia", Posada del Potro, Córdoba.[1]
  - "Propuesta itinerante", Centro de Arte Dasto, Oviedo.[1]
  - Galería Vértice, Oviedo (en la web del escultor aparece celebrada en 2001).[1][2]
  - "ARTRANSMEDIA 2002", Antiguo convento de las Clarisas, Universidad Laboral, Gijón, Asturias (con la obra "La cámara oscura").[1][2]
  - "Paisaje industrial en la pintura asturiana", Centro de Escultura de Candás, Museo Antón, Candás, Asturias.[1]
  - "Paisaje industrial en la pintura asturiana", Centro de Arte Casa Duró, Mieres, Asturias.[1]
  - "Paisaje industrial en la pintura asturiana", Centro Cultural Escuelas Dorado, Sama de Langreo, Asturias.[1]
  - "Confluencias 2002", Edificio Histórico de la Universidad de Oviedo, Oviedo.[1]
  - INTERART Feria Internacional de Valencia, Valencia (con la Galería Amaga).[1][2]
  - XXXIII Certamen de Arte de Luarca, Asturias (itinerante por Asturias).[1]
- 2003.
  - III Premio de Pintura Junta General del Principado de Asturias, Oviedo, Asturias.[1]
  - "El puente... La Diáspora artística", itinerante por Guernica, Sestao, Mieres.[1][2]
  - "Otro lugar de encuentros" Sahagún de Campos, León (proyecto de Arte Público).[1][2]
  - "Blanco y azul", Gallerie des Franciscains, Saint-Nazaire, Francia y Centro Municipal de Arte y Exposiciones de Avilés, Asturias.[1][2]
- 2004.
  - "Desde la Posada del Potro", Córdoba, El Vendrell (Tarragona), Zaragoza, Avilés (Asturias) y Lugo.[1]
  - Días de Hierba, Playa de Poniente, Gijón, Asturias.[1][2]
  - "Ochobre", Centro de Arte Casa Duró, Mieres, Asturias.[1][2]
  - "El Texu, L'arbol d'Asturies", Sala Cultural Monte de Piedad, Gijón, Asturias.[1][2]
  - "La Industria en el Arte", Centro de Arte y Exposiciones de Avilés, Asturias.[1][2]
- 2005.
  - La Escultura en Norte III, Salas, Asturias.[1][2]
  - Biblioteca Pública de Piedras Bancas, Asturias (Fundación DANAE).[1][2]
- 2006.
  - "Extramuros 2006", Museo Antón, Candás, Carreño, Asturias.[1]
  - "Extramuros", Museo de Lanificios, Universidad da Beira Interior, Portugal.[1]
  - "Cerámica en el aire", Centro de artesanía de Aragón, CERCO 06, Zaragoza.[1]
  - Certamen Nacional de Arte de Luarca, Asturias (itinerante).[1]
  - Premio Nacional de Pintura, Colegio Oficial de Aparejadores y Arquitecto Técnicos del Principado de Asturias (itinerante).[1]
- 2007.
  - "13 Certamen San Agustín de Cerámica", Centro Municipal de Arte y Exposiciones, Avilés, Asturias.[1]
  - "Extramuros", Qube Arts, Community Actión, Oswestry, Inglaterra.[1]
  - "Sights for now", Passagen Linköpings kondsthall, Linköping, Suecia y Museo Barjola, Gijón, Asturias.[1]
  - "Escultura Ibérica Contemporánea", Pazo da Cultura de Pontevedra, Centro de Arte de Caldas da Rainha y Museo del Azulejo de Lisboa, Portugal.[1]
  - Certamen Nacional de Arte de Luarca, Asturias (itinerante).[1]
- 2008.
  - Galería Texu, Oviedo, Asturias.[1]
- 2010.
  - Triennale Européenne de la Céramique et du Verre, Mons, Bélgica.[1][2]
  - "Match Box", Espacio de Creación y Didáctica, 48 Festival de Cine de Gijón, Asturias.[1]
  - "SineDiE", Galería Texu, Oviedo, Asturias.[1]
- 2011.
  - "Arte asturiano contemporáneo en el Museo de Bellas Artes de Asturias", Museo Barjola, Gijón, Asturias (Desde el 12 de marzo al 12 de junio).[1]
  - "Motivo y motivación", Jardines del Museo Evaristo Valle, Gijón, Asturias (del 2 de octubre de 2011 al 29 de enero de 2012).[1]
  - "in Extenso", Centro Municipal de Arte y Exposiciones, Avilés, Asturias.[1]
  - "Noticias del País de las Montañas", Galería Texu, Oviedo, Asturias.[1]

- 2013.
  - "Donde habita la lluvia", La Noche Blanca 2013, Avilés, Asturias (intervención efímera).[1]
  - "Maestro y figuras en el arte asturiano", Galería Van Dyck, Gijón, Asturias.[1]

## Obras públicas
- Escultura Avilés, 2005, Paseo de la ría, Avilés.[1]
- Escultura Trecho. Los Canapés. Avilés.[1][2]
- Esculturas en el municipio de Montemor-o-Novo. Portugal.[2]
- Mural cerámico en el Parque Municipal «Les Conserveres». Candás.[2]
- Escultura «Árbol». Parque de San Francisco. Oviedo.[2]
- Escultura «Naturalezas». Saint-Nazaire. Francia.[2]
- «Mitad y Mitad». Fundación Museo Evaristo Valle. Gijón.[2]
- Escultura «Naturalezas». Parque de San Francisco. Oviedo.[1][2]

### Obras en museos y otras instituciones
- Banco Hispano Americano, Madrid.[1][2]
- Dirección Regional de la Juventud.[1][2]
- Consejería de Cultura del Principado de Asturias.[1][2]
- Caja de Ahorros de Asturias.[1][2]
- Colegio Oficial de Arquitectos de Asturias.[1][2]
- Inspección Técnica de Vehículos de Asturias.[1][2]
- Ayuntamiento de Avilés.[1][2]
- Museo de Bellas Artes de Asturias.[1][2]
- Fábrica de Sargadelos. El Castro (Coruña).[2]
- Junta General del Principado de Asturias.[2]
- Centro de Estudios del Alfoz de Gauzón (CEAG).
- Fundación DANAE.[2]
- Hotel Palacio de Ferrera. Avilés.[2]

## Premios y distinciones
- 1986.
  - Beca de la Consejería de Cultura del Principado de Asturias.[1][2]
  - Tercer Premio de Escultura en el "Certamen Regional de Artes Plásticas para Jóvenes", Oviedo.[1][2]
- 1988.
  - Primer premio de pintura "Pedro Menéndez", Avilés, Asturias.[1][2]
- 1991.
  - Beca de la Consejería de Cultura del Principado de Asturias.[1][2]
- 1993.
  - Primer premio "Villa de Avilés" de Cerámica, Avilés.[1][2]
- 1994.
  - Beca de la Consejería de Cultura del Principado de Asturias.[1][2]
- 2000.
  - Primer premio en la I Bienal de la buena pintura de la Mar", Salinas, Castrillón, Asturias.[1][2]
- 2003.
  - Primer premio en el III Premio de Pintura Junta General del Principado de Asturias.[1][2]
- 2006.
  - Premio del Ayuntamiento de Valdés, del Certamen Nacional de Arte de Luarca, por "el principio de un sueño".[1]